# Петрова, Лидия Ариевна
Лидия Ариевна Петрова (5 декабря 1936, Горький, СССР — 17 августа 2019, Киев, Украина) — советский и украинский востоковед, арабист, переводчик, преподаватель, кандидат филологических наук (1974), доцент (2008) кафедры восточной филологии факультета востоковедения Киевского национального лингвистического университета.
Специалист в области арабской литературы, истории языка, лингвострановедения, художественного перевода.
Автор более 30 научных статей в профессиональных изданиях, двух сборников поэзии, учебного пособия «История арабской литературы (VI—XVIII вв.)» и др.

## Биографические сведения
- Родилась в г. Горьком (Нижний Новгород, Россия) 5 декабря 1936 года. После окончания средней школы и музыкального училища работала преподавателем в музыкальной школе.
- В 1960 году поступила на учебу в Ташкентский государственный университет на восточный факультет. В декабре 1960 года была переведена в Ленинградский государственный университет им. А. Жданова, который окончила в 1966 году по специальности «арабская филология».
- В 1972 году окончила аспирантуру в Ленинградском государственном университете им. А. Жданова. В 1974 г. защитила кандидатскую диссертацию в Ленинградском государственном университете им. А. Жданова и получила степень кандидата филологических наук. Тема диссертации: „Испано-арабский строфичная поэзия: диван Ибн Кузмана XII века”, научный руководитель: И. Беляев.

## Основные этапы педагогической деятельности
- 1972 – 1996 гг. – преподаватель арабского языка и литературы в КНУ ім. Тараса Шевченко;
- 1996 – 2000 гг. – преподаватель арабского языка и литературы в Институте восточных языков Киевского национального лингвистического университета;
- 2003 – 2010 гг. – преподаватель арабского языка и литературы в Киевском университете „Восточный мир”;
- С 2008 г. по настоящее время – доцент кафедры восточной филологии факультета востоковедения Киевского национального лингвистического университета.

## Ключевые публикации
- История арабской литературы (VI-XVIII вв.). Конспекты лекций. – К.: Издательский центр КНЛУ, 2011. – 231 с.
- Иллюзия времени. Стихотворения. Переводы с арабского. «Крестная мать» (быль). – К.: Радуга, 2006. – 159 с.
- Слегка рифмованные строки. Стихотворения. Переводы с арабского. – К.: Радуга, 2001. – 99 с.
- Андалусский заджал и генезис провансальской поэзии трубадуров // Россия и Палестина: научные и культурные связи: по материалам архивных, рукописных, книжных и музейных фондов / Библиотека РАН. – СПб.: БАН, 2014.
- О андалусский прототип провансальской лирики // Восточный мир. – 1993. – № 1.
- К вопросу о датировке рукописи дивана Ибн Кузмана
- Кинетика речи как аспект преподавания иностранного языка // Ученые записки. – Изд-во Саратовского ун-та, 1985. – Вып. 5, ч. 2.
- Отечественная наука об одной из испано-арабских проблем // Историографический сб-к. – Изд-во Саратовского ун-та 1973. – Вып. 1(4).
- Античные и испано-арабские влияния на лирику Прованса // Античный мир и археология. – 1972. – Вып. 1.